# Baille (metropolitana di Marsiglia)
Baille è una stazione della linea 1 della metropolitana di Marsiglia. È situata sotto Boulevard Baille, nel V arrondissement di Marsiglia e serve i quartieri di Baille e La Conception.

## Storia
La stazione è stata aperta al traffico il 5 settembre 1992 come parte del secondo troncone della linea 1 compreso tra Castellane e La Timone.

## Interscambi
Nelle vicinanze della stazione effettuano fermata diverse linee di tram, autobus urbani ed interurbani.
- Fermata autobus